# CitySpire Center
CitySpire Center – wieżowiec w Nowym Jorku w Stanach Zjednoczonych. Ma ponad 248 metrów wysokości i 75 pięter. Jest to jeden z najwyższych budynków w mieście, zajmujący obecnie 9. miejsce. 
Został zaprojektowany przez Murphy/Jahn, Inc. Architects. Jego budowa zakończyła się w roku 1987. Jest on wykorzystywany w różnoraki sposób. 23 pierwsze piętra zajmują biura, wyżej znajdują się luksusowe apartamenty, których wielkość rośnie wraz z piętrem.  Reprezentuje styl postmodernistyczny w architekturze. Jego całkowita powierzchnia wynosi 77107 m². 
Budynek należy do Tishman Speyer Properties. Firma ta zakupiła go wraz z 11 innymi budynkami 5 grudnia 2004 roku za ponad 1,8 mld dolarów. 
Gdy został ukończony, był to drugi na świecie najwyższy budynek zbudowany z betonu. Pomimo tego, że znajduje się bardzo blisko Carnegie Hall Tower i Metropolitan Tower, jest dobrze widoczny z Central Parku. Problemów przysporzyła kopuła, która znajduje się na dachu wieżowca. Krótko po wprowadzeniu się pierwszych mieszkańców zgłaszali oni dziwny dźwięk dochodzący ze szczytu budynku. Dźwięk ten był spowodowany wiejącym po kopulastym dachu wiatrem. Problem ten został szybko rozwiązany.